# Mônica Carvalho
Mônica Rodrigues Carvalho (ur. 28 marca 1971 w Rio de Janeiro) – brazylijska aktorka, znana z występów w telenowelach. Ma córkę Yaclarę, którą urodziła 6 sierpnia 2004 r.
W 1993 i 2001 roku wystąpiła w miesięczniku „Playboy”.

## Filmografia
- 1993 - Mulheres de Areia
- 1994 - Confissões de Adolescente
- 1994 - Quatro por Quatro
- 1995 - História de Amor
- 1996 - A Vida como Ela É...
- 1997 - Malhação
- 1997 - A Indomada
- 1997 - Por Amor
- 1998 - Corpo Dourado
- 1999 - Você Decide
- 1999 - Você Decide
- 1999 - Malhação
- 2000 - Você Decide
- 2001 - Porto dos Milagres
- 2003 - Chocolate com Pimenta
- 2006 - Cidadão Brasileiro
- 2007 - Caminhos do Coração
- 2008 - Os Mutantes
- 2010 - Uma Rosa com Amor
- 2011 - Fina Estampa